# Nei Cruz Portela
Nei Cruz Portela (* 13 de janeiro 1962 in Santa Maria) é um treinador de handebol e ex-jogador da Seleção Brasileira de Handebol Masculino.

## Carreira

### Jogadores e treinadores
Nei Cruz Portela nasceu e cresceu numa das capitais do andebol do Brasil da época, Santa Maria, no estado do Rio Grande do Sul. Lá jogou nas equipes juvenis e na equipa adulta da Universidade Federal de Santa Maria de 1976 a 1982. Em 1981, sagrou-se campeão brasileiro como jogador. No mesmo ano, Nei chamou a atenção da direcao do clube alemão TS Großburgwedel durante uma viagem deles ao Brasil e eles levaram o jogador da selecao brasileira para Hannover após este ter feito o vestibular em 1982. No TS Großburgwedel jogou até 1987, enquanto estudava educacao física e matemática na Universidade de Hannover. Uma lesão no ombro forçou-o a recuar como jogador. Em 1987, Nei mudou-se para o MTV Celle com funcao dupla de treinador e jogador e liderou a equipa subindo diretamente para a terceira liga, Portela permaneceu como treinador do MTV Celle até 1994. A equipa juvenil que ele também treinou tornou-se campeã da Baixa Saxónia em 1991, campeã do norte da Alemanha e foi a semi final do campeonato alemao em 1992.

### Selecao Brasileira
Jogou 150 jogos internacionais pela selecção brasileira de 1979 a 1982 e ganhou medalha de prata no Campeonato Pan-Americano de 1981.

### Treinador e diretor de Esporte
De Janeiro de 2001 a 2008, Nei Cruz Portela foi treinador do TSV Hannover-Burgdorf na 3ª divisão. Em 2005, conseguiu subir com a equipe à 2ª Divisao (2.Bundesliga). Desde 2005, Nei Cruz Portela detém a licença A de treinador de andebol da alemanha. De 2008 a 2010 trabalhou na direção do clube HSV Hannover Handball. De 2015 a 2020, o brasileiro foi diretor desportivo e treinador no TuS Vinnhorst de Hannover, subindo de liga tres vezes consecutivas até à 3ª divisão do campeonato alemao.

## Vida privada
Portela é casado e vive em Hannover.